# 디사이플스 (단체)
디사이플스(The Disciples Ministry)는 개신교 워십 선교단체중 하나이다. 현재 대한민국 서울시 양천구 목동 제자교회 에 그 근거지를 두고 있다. 워십 음악으로써 매달 첫째 주 토요일 오후 6시에 '워십 콘서트'로 선교활동을 하고 있다.

## 역사

### 디사이플스의 창단
1999년 5월에 서울시 양천구 일대의 찬양의 구심점이 되겠다는 꿈을 갖고 창단되었다. 창단 후부터 2008년 2월까지 리더는 천관웅 목사였다. 이후 정신호 목사가 디사이플스의 리더와 예배인도를 담당하고 있다.

### 디사이플스의 활동
디사이플스는 시대의 변화에 따라 교회 스스로 시대에 맞는 젊고 힘있는 예배의 필요성이 필요하게 됨에 따라 한국에 '21세기형 경배와 찬양'을 퍼트리겠다는 목표를 가지고 워십 콘서트라는 새로운 형식의 예배로 워십 음악사역을 시작하였다.
디사이플스가 추구하는 워십 음악의 포맷은 합창 형식의 '모던 워십' 즉 '현대적인 경배와 찬양'이며, 형식적으론 콘서트적인 면을 적절히 가미한 역동적인 예배를 추구한다. 따라서 예배에 사용하는 악기도 드럼, 전기 기타, 어쿠스틱 기타, 베이스 기타, 전자 피아노, 피아노 등의 악기를 사용한다.
또한 어느정도의 비교적 긴 기간을 두고 워십 음악 사역을 통해 불렀던 워십 곡들을 앨범으로 발매한다. 2015년 2월까지 발매된 앨범은 아래와 같다.

##### 천관웅 목사
- 디사이플스 1집 RUN (2001년 9월) - 인피니스
- 디사이플스 2집 It's Coming New Day! (2004년 8월) - 인피니스
- 디사이플스 3집 Hero (2007년 7월, 디사이플스 최초의 라이브 앨범) - 인피니스

##### 정신호 목사
- 디사이플스 4집 발매 Disciples pure worship(forthcoming - 6월27일 pure 라이브콘서트 통해 녹음을 했고 8월6일발매)-인피니스

- 디사이플스 첫 번째 싱글 앨범 발매 - 2010년 4월 26일 발매 FREE TO WORSHIP - 인피니스

- 디사이플스 5집 발매 God Is Love - 2011년 3월 발매 - 인피니스

- 디사이플스 2011 라이브 앨범 발매 God With Us(2011년 2월 디사이플스 서울투어 실황) - 2011년 7월 발매 - 인피니스

- 디사이플스 6집 라이브 앨범 발매 '다시 한번' -2014년 2월 6일 디지털 발매

- 디사이플스 7집 라이브 앨범 발매 '중심(中心)' -2015년 2월 25일 디지털 발매